# 小竜景光
小竜景光（こりゅうかげみつ）は、鎌倉時代に作られたとされる日本刀（太刀）である。日本の国宝に指定されており、国立文化財機構が所有、東京都台東区にある東京国立博物館が所蔵する。国宝指定名称は「太刀 銘備前国長船住景光 元亨二年五月日（小竜景光）」（たち めいびぜんのくにおさふねのじゅうかげみつ げんこうにねんごがつひ（こりゅうかげみつ））。

## 概要
鎌倉時代後期の備前国で活躍した長船派の刀工である景光によって作られた刀である。景光は同派の代表的刀工である長光の子とされている。小竜景光は作刀数が少なく名刀揃いの景光の作品中でも白眉であると、刀剣研究家の佐藤寒山は評している。
「小竜景光」（「小龍景光」とも）の名前の由来は、鎺元（はばきもと）に小振りの倶利伽羅龍（倶利伽羅剣に絡みつく龍）の彫り物があることから名付けられた。楠木正成（大楠公）の佩刀であったという伝説があることから「楠公景光（なんこうかげみつ）」ともいう。また、彫物の竜がハバキの下から覗いているように見えることから、「覗き竜景光」と呼ばれることもある。
かつて楠木正成の佩刀（はいとう）であったと言い伝えられ、その他、万里小路藤房が楠木正成に贈ったとか、豊臣秀吉が徳川家康に贈ったという伝説もあるが、福永はきわめて疑わしい説として扱っている。天保年間（1831-1845年）頃、とある大阪の刀屋が、河内の農家にあった楠木正成の佩刀という売り文句で江戸の本阿弥家に折り紙（鑑定書）を依頼したが、本阿弥家は疑わしいとして取り合わなかった。ところが、帰る途中の刀屋を、江戸幕府の代官中村覚太夫（八太夫）が三島（現在の静岡県三島市）まで追いかけて言って買い取った。
中村死後、弘化3年（1846年）に網屋という刀屋が購入、長州藩毛利家に売ったが、毛利家は本阿弥家の折り紙が出なかったという話を聞くと返品したきたので、代わりに御様御用（幕府公式の試斬者）の山田浅右衛門吉昌に売った。弘化4年（1847年）、吉昌の義兄弟の三輪徳蔵を召し抱える条件で井伊直亮に渡り、その跡を継いだ井伊直弼が所持していたが、直弼が安政7年3月3日（1860年3月24日）に桜田門外の変で暗殺されると、三輪も解雇されたため、この刀も山田家のもとに戻った。
明治6年（1873年）に山田家より当時の東京府知事の大久保一翁を介して宮内省に献上された。なお、山岡鉄舟が買って献上したという俗説があるがこれは誤り。宮内省献上後は、明治天皇がサーベル形式の軍刀拵の外装を作製させ、自ら佩用したという伝説があるが、佐藤寒山はこの伝説を支持し、福永酔剣は明治天皇佩用は誤伝であるとするなど、専門家でも意見が分かれている。
第二次世界大戦後に東京国立博物館に移管された。機関管理番号はF-130。昭和24年（1949年）2月18日に当時の国宝保存法に基づく国宝（旧国宝、現在の重要文化財）に指定され、昭和27年（1952年）11月22日、文化財保護法に基づく国宝（新国宝）に指定された。

## 刀身

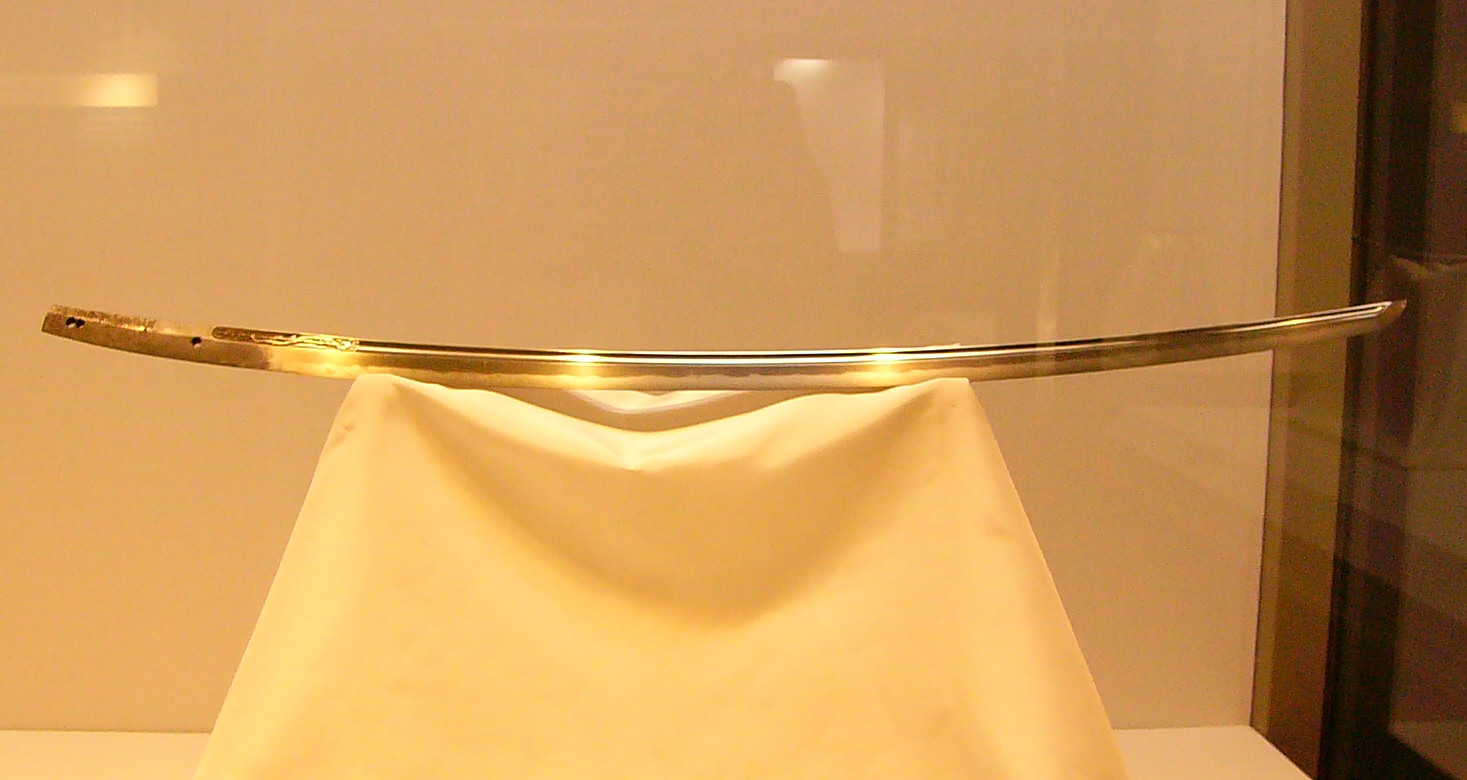
2011年11月、東京国立博物館にて撮影

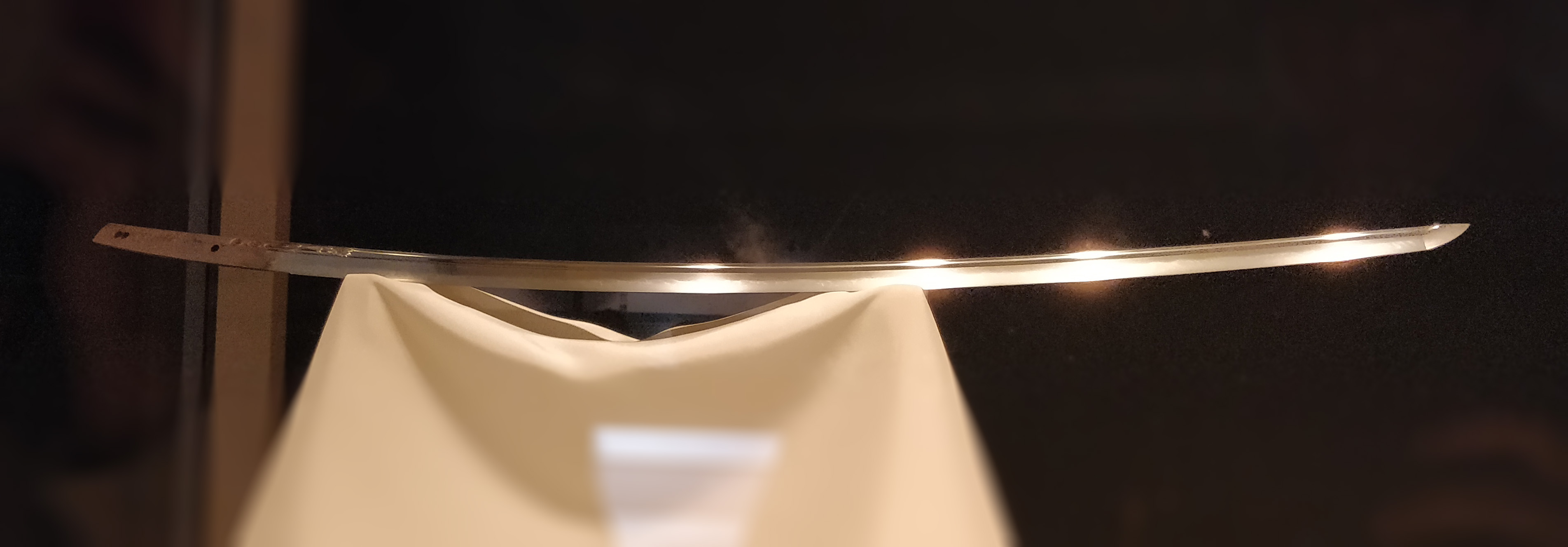
2018年1月、東京国立博物館にて撮影

小竜景光は、後世に磨上げ（すりあげ、寸法を切り縮めること）がされているが、なお腰反りが高い（太刀の元の方で大きく反り、切先辺では直線に近くなるという意）。地鉄（じがね）は小板目肌と呼ばれる細かく目の詰んだものであり、乱映りがあざやかに立つ、刀剣用語で丁子（ちょうじ）に小互の目（こぐのめ）交じりなどと呼ばれる、変化の多い刃文を焼いている。刃長は73.93センチメートル、反り3.03センチメートル、中鋒元幅2.94センチメートル、先幅2センチメートル。茎（なかご）は6センチメートルほど磨り上げてある。銘は佩表に「備前国長船住景光」、佩裏に「元亨二年五月日」とあり、元亨2年（1322年）の作であることがわかる。

## 複製
江戸時代末期を代表する刀工の固山宗次による写しもあり、現在の磨り上げ姿を写したものと、もとの初ぶ茎（なかご）に復元したものの二振りがある。東京国立博物館に移管されるまで本物は宮内庁から門外不出だったため、佐藤寒山ですら宗次の写ししか見たことがなく、後に本作を見て出来に驚いたことが語られている。